# Лендлер

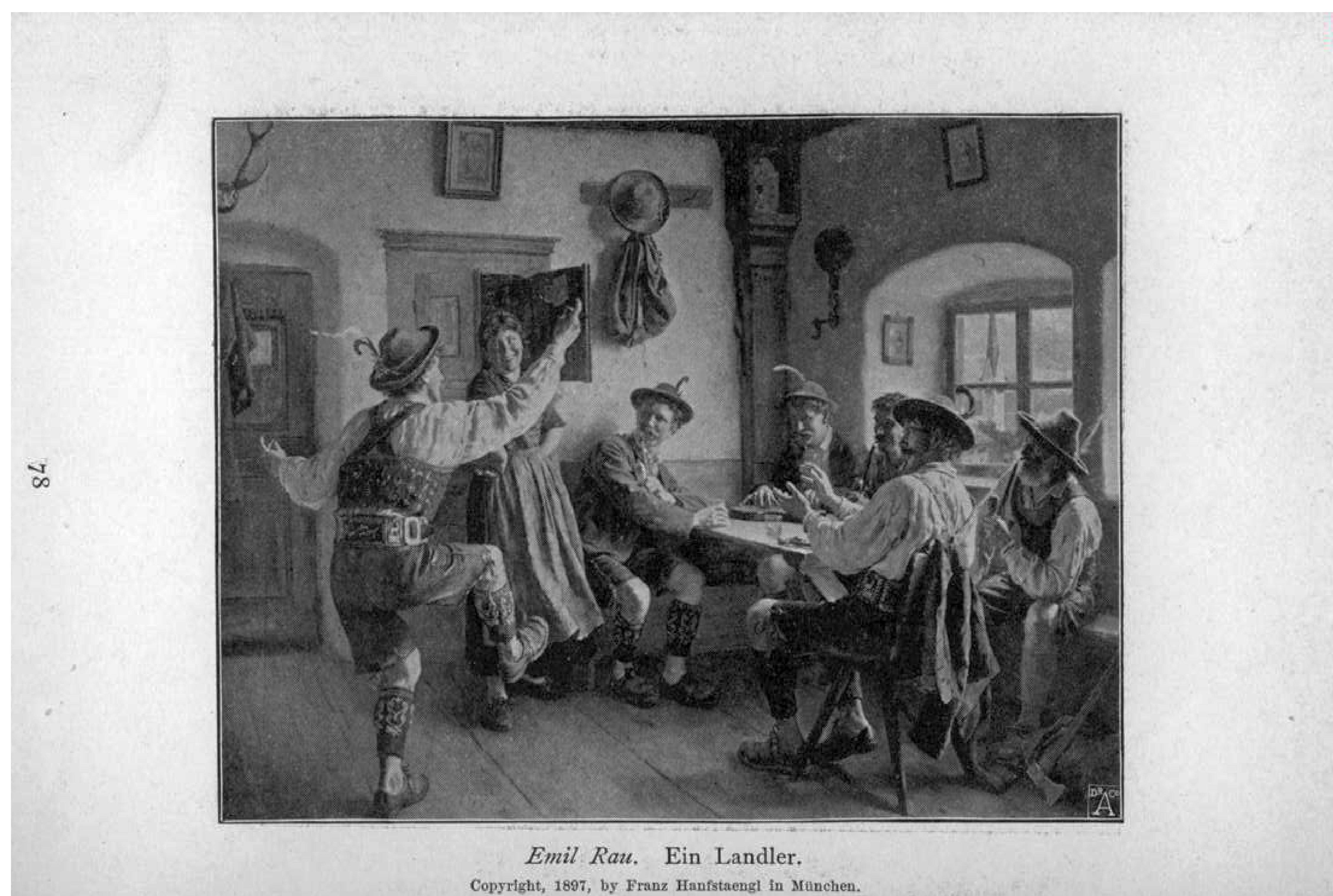
Эмиль Рау. Лендлер. 1897

Ле́ндлер (нем. Ländler) — народный австрийско-немецкий танец (парный круговой). Музыкальный размер 3/4 или 3/8, темп от умеренного до быстрого.
По некоторым данным, название идёт от местечка в Верхней Австрии — Ландль. Слово «лендлер» также переводят как «деревенский танец» (от нем. Land ‘сельская местность, деревня’).
Мелодии лендлеров существовали уже в XVII веке. Лендлер можно считать предшественником дойча («немецкого танца») и вальса, но лендлер исполнялся медленнее последнего и имел несколько иное построение. Для него типично чередование восьмитактовых и шеститактовых фраз.
Большую популярность танец приобрёл во 2-й половине XVIII века. Темы, напоминающие лендлер, встречаются у многих австрийских и немецких композиторов, включая Моцарта, Брукнера, Малера и др.